# Guelkoto
Guelkoto est localité située dans le département de Dablo de la province du Sanmatenga dans la région Centre-Nord au Burkina Faso. 

## Géographie
Guelkoto est situé à 7 km à l'ouest de Dablo, le chef-lieu du département, et à environ 40 km au nord de Barsalogho.

## Économie
L'économie du village repose essentiellement sur l'agro-pastoralisme qui bénéfice de la présence du lac de retenue du barrage de Dablo pour l'irrigation et l'abreuvement des troupeaux.

## Éducation et santé
Le centre de soins le plus proche de Guelkoto est le centre de santé et de promotion sociale (CSPS) de Dablo tandis que le centre médical avec antenne chirurgicale (CMA) de la province se trouve à Barsalogho et que le centre hospitalier régional (CHR) est à Kaya. 
Guelkoto possède une école primaire publique.